# 庭野光祥

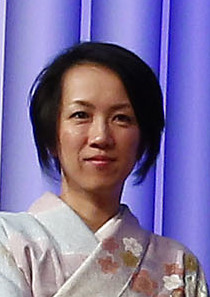
2012.

庭野 光祥（にわの こうしょう、本名 光代、1968年（昭和43年）1月19日 - ）は、東京都出身の、日本の宗教家で、立正佼成会の次代会長。

## 人物・来歴
立正佼成会第2代会長庭野日鑛と、その夫人佳重の長女として東京都に生まれた。
学習院大学法学部を卒業後、立正佼成会幹部養成機関である学林本科に学んだ。
1994年（平成6年）11月17日、祖父日敬の創立した立正佼成会の次代会長として、第2代会長である父日鑛に指名された。現在は次代会長としての修行を続けている。

## 著作リスト
- 『開祖さまに倣いて』（佼成出版社、2003年）
- 『笑顔は天の花』(佼成出版社、2014年)